# Pneumatique (vélo)
Pour les articles homonymes, voir Pneumatique.

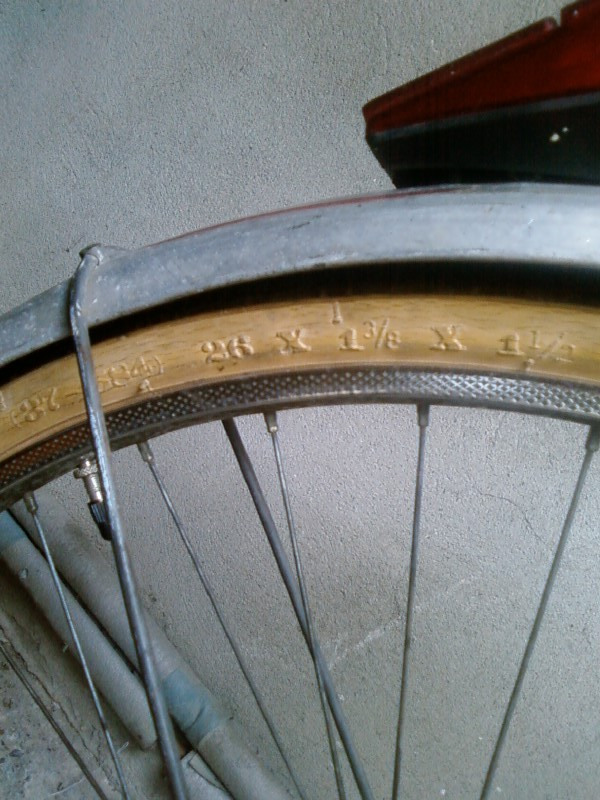
Les mensurations du pneu.

Un pneu de vélo est un pneumatique adapté aux roues des bicyclettes et véhicules similaires. Le pneu assure l'adhérence de la roue et est une partie importante de la suspension d'un vélo.

## Types

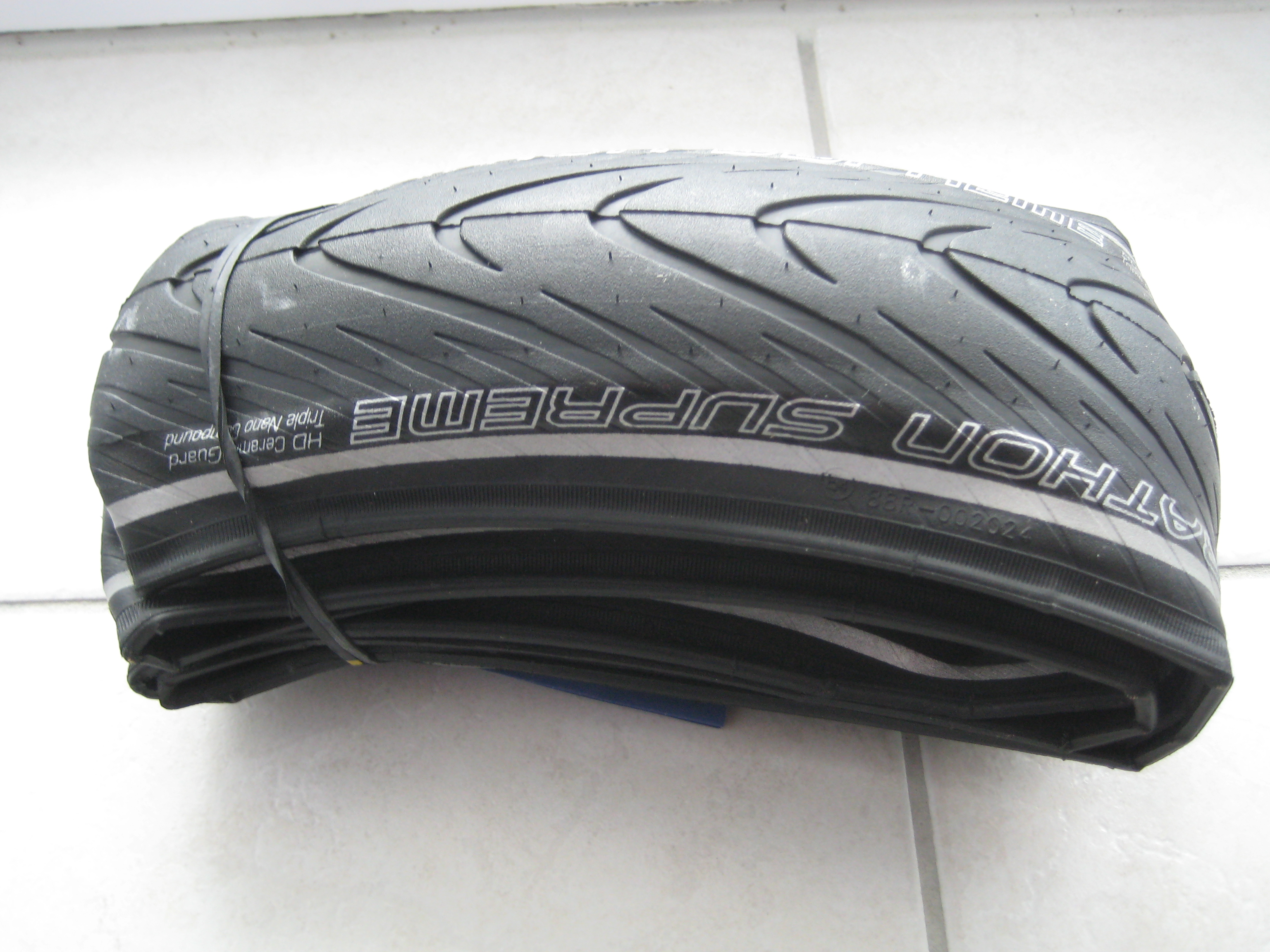
Un pneu de ville, 26x2.00, avec bande réfléchissante.

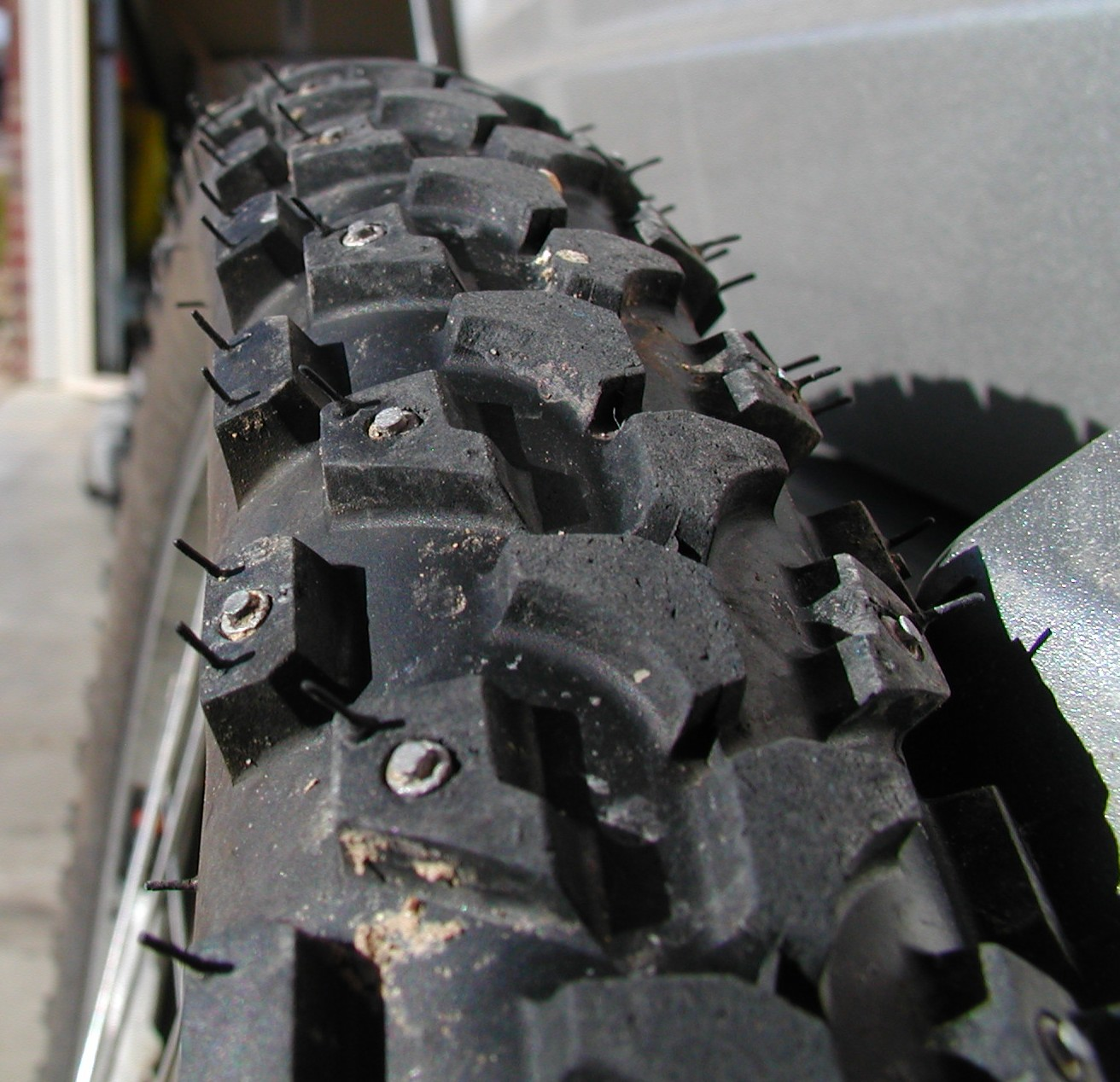
Un pneu clouté.

Spécialement conçu pour chaque type de vélo, le pneu peut ainsi prendre des formes géométriques et posséder des structures et qualités différentes : pneu classique de vélo pour simple déplacement, pneu pour cyclisme sur route ou cyclotourisme, boyau pour cyclisme sur piste, pneu cranté extrêmement résistant pour cyclocross, VTT ou polo-vélo. Pour la conduite sur neige et sur glace, il existe également des pneus cloutés. Il existe aussi des pneus de descente avec de gros crampons, de largeur presque comparable à celle des pneus de moto-cross.
Les pneus traditionnels nécessitent la présence d'une chambre à air. Les pneus sans chambre, dits « tubeless », apportent plus de confort. Une gomme dure apporte endurance et rendement, tandis qu'une gomme tendre offre plus d'accroche au vélo.
Quant à la carcasse du pneu, une tringle rigide apporte plus de robustesse, mais une tringle souple plus de confort, de souplesse et de rendement.
Certains pneus de ville sont munis de flancs blancs (en) pour augmenter la visibilité du cycliste urbain.

## Nomenclatures

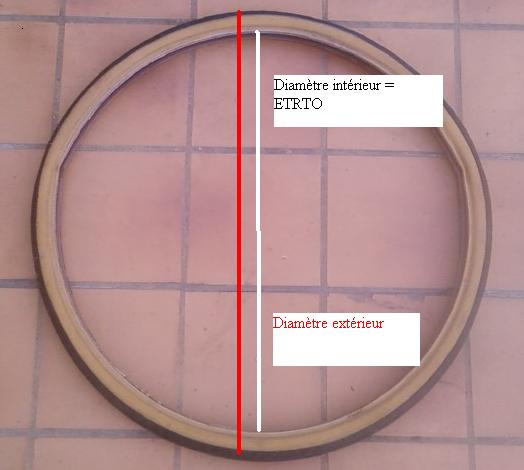
Les diamètres.
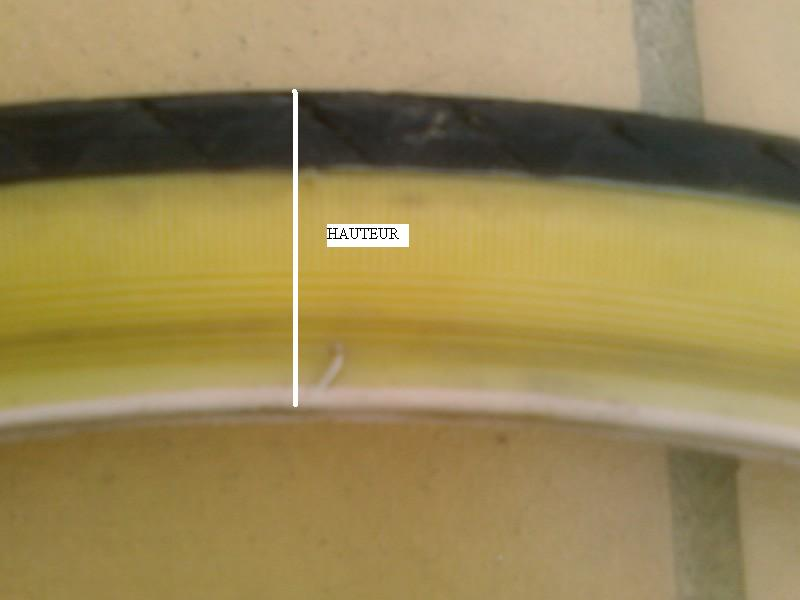
La hauteur.
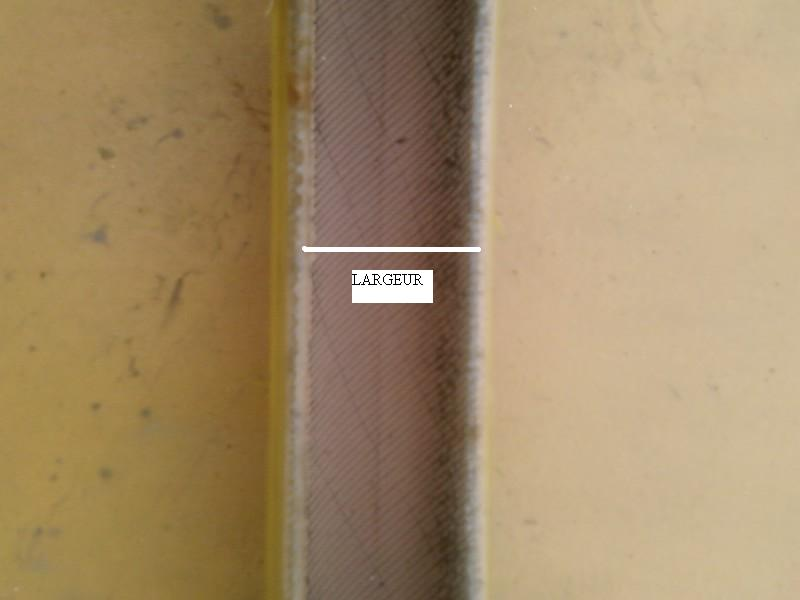
La largeur.